# Inferno Metal Festival Norway

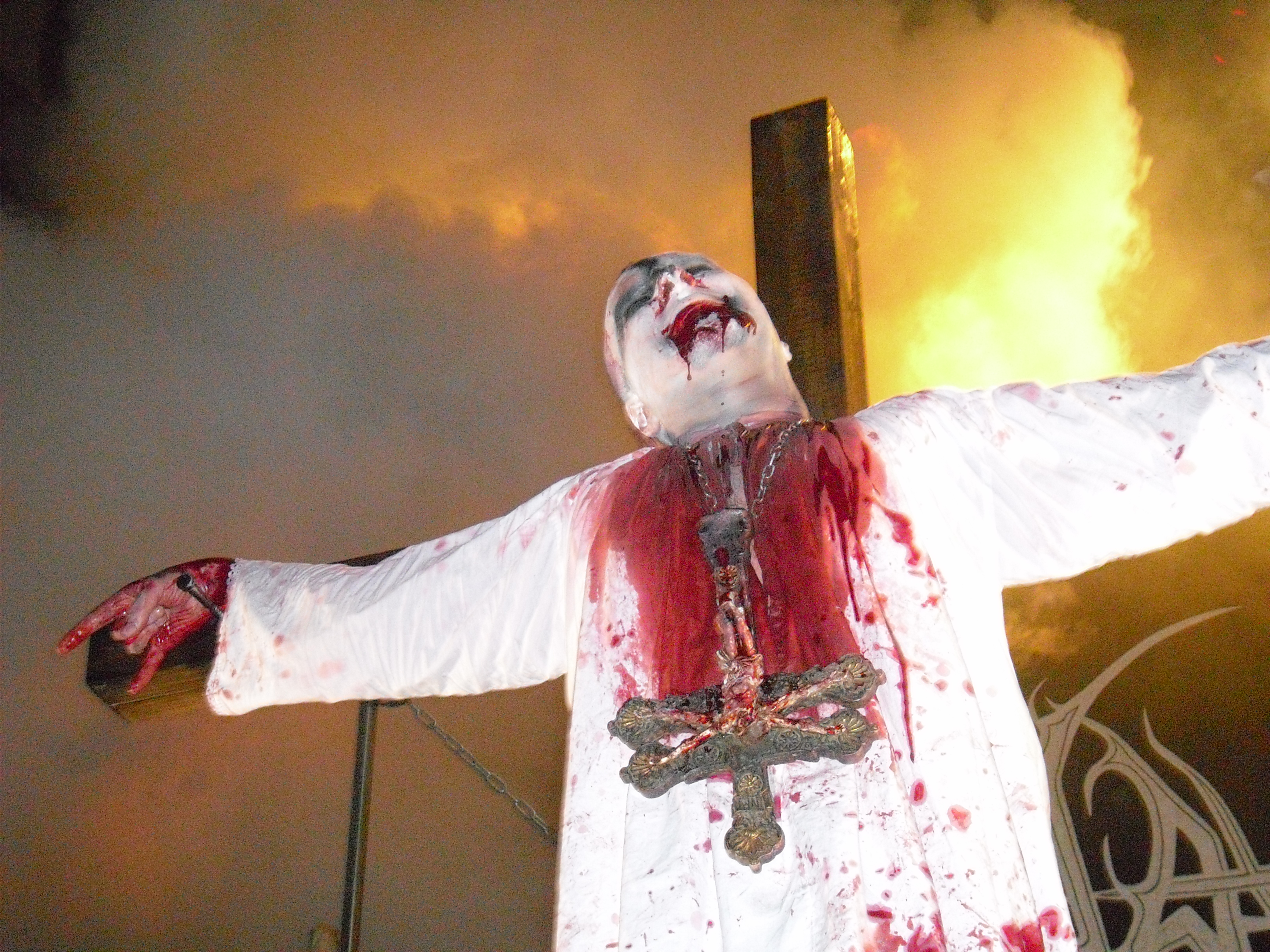
Attila Csihar von Mayhem auf dem Inferno Metal Festival 2010

Das Inferno Metal Festival Norway ist ein jährlich stattfindendes Extreme-Metal-Festival in Oslo, Norwegen. Das Festival findet seit seinem Gründungsjahr 2001 immer um Ostern in der Rockefeller Music Hall sowie dem angeschlossenen Klub John Dee statt. Seit 2003 ist der deutsche Metal Hammer offizieller Präsentator.

## Line-ups

### 2007
In diesem Jahr fand das Festival vom 5. April bis zum 7. April 2007 in der Rockefeller Music Hall statt.
Norwegian Metal All-Stars, Trinacria, Primordial, Zyklon, Suffocation, Fatal Demeanor, Karkadan, Unspoken, Paradigma, Watain, Red Harvest (nachdem Sabbat absagte), God Dethroned, Sigh, Moonspell, Immortal, Ravencult, Ground Zero System, Rotten Sound, Legion of the Damned, Hecate Enthroned, Brutal Truth, Dødheimsgard, Dark Funeral, Tiamat, Sodom, Lobotomized, Resurrected, Blood Tsunami, Koldbrann, Anaal Nathrakh

### 2008
In diesem Jahr fand das Festival vom 19. März bis zum 23. März in der Rockefeller Music Hall statt.
1349, Gaahl und King ov Hell (unter dem Namen Gorgoroth), Unleashed, Satyricon, Keep of Kalessin, Behemoth, Gallhammer, Destruction, Krux, Shining, Tulus, Tristania, Cult of Luna, Overkill, Skitliv, Obliteration, Gorefest, Onslaught, The Battalion, Dead to This World, Mortal Sin, Diskord, Negură Bunget, Vreid, Desecration

### 2009
In diesem Jahr fand das Festival vom 8. April bis zum 11. April 2009 in der Rockefeller Music Hall statt.
Carpathian Forest, Keep of Kalessin, Vreid, Paradise Lost, Negură Bunget, Samael, Septic Flesh, Pestilence, Pantheon I, Helheim, Kampfar, Koldbrann, Swallow the Sun, Dew-Scented, Troll, Code, Root, Black Comedy, Vicious Art, Grand Magus, Execration, Ramesses, Unearthly Trance, Taetre, Azarath, Kraanium, Episode 13, Seregon, The Battalion (Ersatz für Meshuggah), Krypt, Sahg, Sarke, Mencea

### 2010
In diesem Jahr fand das Festival vom 31. März bis zum 3. April 2010 in der Rockefeller Music Hall statt.
Nifrost, Svarttjern, Demonic Resurrection, Spearhead (als Ersatz für The Psyke Project), Nachtmystium, Madder Mortem, EyeHateGod, Belphegor, Finntroll, Marduk, Throne of Katarsis, Fortid, Blodspor, Obscura, Ragnarok, Mistur, Ram-Zet, Benediction, Ihsahn, Mayhem, Como Muertos, Sarkom, Irr, Exumer, Necrophagist, Årabrot, Taake, Deströyer 666, The Kovenant, Death Angel, Scribe

### 2011
2011 fand das Festival wieder in der Rockefeller Music Hall statt. Am 20. April startete die Clubnacht, das Festival ging bis zum 23. April.
Immortal, Meshuggah, Forbidden, Napalm Death, Pentagram, Voivod, Aura Noir, DHG, Nidingr, Akercocke, Rotten Sound, Gothminister, Infernal War, Bhayanak Maut, Harm, Djerv, Soilent Green, Atheist, Temple of Baal, Astaroth, Today Is the Day, Ava Inferi, Exhumed, Manifest, Malevolent Creation, Slavia, Imperium Dekadenz, No Dawn, Illdisposed, Urgehal, Cease of Breeding, Hideous Divinity, Rikets Crust, Insense, Obliteration, Einherjer, Dornenreich, Altaar, From Purgatory, Summon the Crows, Okkultokrati, Alcest, Resonaut, March of Echoes, Haust, The Kandidate, Gaza, Trap Them, The Farmhouse Killings, Caro

### 2012
2012 fand das Festival wieder in der Rockefeller Music Hall statt. Am 4. April startete die Clubnacht in den Clubs John Dee, Victoria, Revolver, Blà, Unholy und Rock In, das Festival ging bis zum 7. April, wobei abends parallel in der Rockefeller Music Hall und im Club John Dee Konzerte stattfanden.
Einherjer, Decapitated, Agalloch, Witchery, Arcturus, Tsjuder, Absu, AutopsyTrollfest, Anaal Nathrakh, Aborted, Triptykon, Borknagar, Ribozyme, Nekromantheon, Dunderbeist, Victoria, Earth, Mount Eerie, O Paon, Revolver, Vith, Kirkebrann, Solstorm, Cleaver, Magister Templi, Blå, Manifest, Chton, Headspin, Unholy, Execration, Gate to Khans, Corpus Mortale, Undying Inc., The Konsortium, Vesen, Church of Misery, Merah, Necronomicon, Aeon Throne, Velnias, Dead Trooper, Solstafir, Throne of Kartasis, Aggrevator, Svarttjern, Ancient Wisdom, The Monolith Deathcult, On Tail, One Head

### 2013
2013 fand das Festival bei gleicher Aufteilung vom 27. bis zum 30. März statt.
Aeternus, Behexen, Carach Angren, Cor Scorpii, Diskord, Helheim, In Vain, Krakow, Moonspell, Purified in Blood, Satyricon, Solefald, Taake, Vulture Industries, Iskald, Hate, Dark Funeral, Deicide, Horned Almighty, Zygnema, Faanefjell, Solstorm

### 2014
Im Jahr 2014 fanden die Auftritte erneut in der Rockefeller Music Hall, im John Dee, Rock In, Blå, DeVilles, Victoria, Revolver und im Kulturhuset in Oslo statt. Zeitraum war der 16. bis 19. April.
Deathhammer, Impiety, Fleshgod Apocalypse, Dimmu Borgir, Eldjudnir, Thyrgrim, Kryptos, Syn:drom, Mystifier, Vemod, A Storm of Light, Tristania, Hatebreed, Blasphemy, Banisher, From the Bogs of Aughiska, Mgla, Obliteration, Necros Christos, Sigh, Gehenna, Tulus, Rotting Christ, Watain, The Sickening, Midnattsvrede, Kruger, Oranssi Pazuzu, Black Witchery, Kampfar, Glittertind, Årabrot, MGR, Massive Scar Era, Hamferð, Gerilja, Spectral Haze, Toft, Kollwitz, Trepaneringsritualen, Vredehammer, Wyruz, Slegest, Töxik Death, Alfahanne, Airbag, Seven Impale, Unspoken, Infant Death, Posthum, Endolith

### 2015
Das Festival 2015 fand vom 1. bis 4. April statt. Folgende Bands waren an den vier Tagen zu sehen:
1349, Antichrist, Arcturus, Behemoth, Bloodbath, Dødsengel, Ensiferum, Enslaved, Execration, Galar, Goatwhore, Inner Sanctum, Kampfar, Krakow, Misþyrming, Momentum, Morbus Chron, Mortuary Drape, My Dying Bride, Naglfar, Secrets of the Moon, Septicflesh, Sinmara, Skeletonwitch, Slagmaur, Solbrud, Svartidauði, Taake, Vampire

### 2016
Das Festival 2016 fand vom 23. bis 26. März statt. Das Line.up setzte sich aus folgenden Bands zusammen:
The 3rd Attempt, Abyssion, Atena, Beneath, Blood Red Throne, Cattle Decapitation, Craft, The Crawling, Deathcode Society, Dissecdead, Dødsfall, El Caco, Exodus, Flukt, Gorguts, ICS Vortex, Lucifer’s Child, Månegarm, Marduk, Mayhem Mistur, Moonsorrow, Mork, Mysticum, Nifelheim, Nile, Nordjevel, Order,  Orkan, Psycroptic, Sahg, Scarred, Shaving the Werewolf, Shores of Null, Sodom, Stahlsarg, Suffocation, Thaw, Vader, Vredehammer, Wormlust

### 2017
Das Festival 2017 fand vom 12. bis 15. April  statt. Folgende Bands waren vertreten:
Abbath, Befouled, Carcass, Gorgoroth, Destruction, Samael, Belphegor, Borknagar, Primordial, Red Harvest, Tangorodrim, Anaal Nathrakh, Slagmaur, Crowbar, Furze, Azarath, Pillorian, Helheim, Venom Inc., Possessed, Infernal War, Insidious Disease, Auðn, Zhrine, Kontinuum, Svartidaudi, Whip, Nachash, Slegest, Sulphur, Slidhr, Darvaza, Tangorodrim,  Hail Spirit Noir, Whoredom Rife, Deus Mortem

### 2018
Das Festival fand vom 29. März bis zum 1. April in der Rockefeller Music Hall statt.
Shining, Dark Funeral, Obituary, Origin, Emperor, Fleshgod Apocalypse, Ihsahn, Satyricon, Necrophobic, Ahab, Djevel, Tsjuder, Napalm Death, Electric Wizard, Carpathian Forest, Grave, Memoriam, Krakow, Odium, One Tail, One Head, Nordjevel, Auðn, Djevel, Mephorash, Ahab, Schammasch, Sinistro, Nadra, Earth Electric, Vanhelgd, Uadu, Dodecahedron, Wiegedood, Erimha, Ulsect, Blacktööth

### 2019
Das Festival fand vom 18. bis zum 21. April in der Rockefeller Music Hall statt.
Taake, 1349, Vomitory, Gaahls Wyrd, Hypocrisy, Carach Angren, Tribulation, Misþyrming, Archgoat, The Ruins of Beverast, Der Weg einer Freiheit, The Black Dahlia Murder, Avast, Acârash, Impaled Nazarene, Mgła, Dimmu Borgir, Ragnarok, Svarttjern, Aura Noir, Witchcraft, Bloodbath, Opeth

### 2020
Wie viele Musikfestivals fiel das Inferno Metal Festival der COVID-19-Pandemie zum Opfer. Für 2021 ist eine neue Ausgabe angekündigt. Die Tickets behalten ihre Gültigkeit. Von den 40 Künstlern, die für 2020 eingeplant waren, blieben 36 der Veranstaltung erhalten.